# Primorsko-goranske pruge
Primorsko-goranske pruge je naziv je za željezničke pruge koje prolaze Primorsko-goranskom županijom, od granice sa Slovenijom Šapjana, preko Rijeke do Moravica te odvojkom od Škrljeva do Bakra. Posebne su u hrvatskoj željezničkoj mreži zbog korištenja elektrifikacije od 3kV. Glavno vučno sredstvo predstavljaju električne lokomotive serije 1061. Krajem 2012. godine dovršena je reelektrifikacija na napon od 25kV, te su tako pruge na području Rijeke postale kompatibilne s ostatkom željezničke električne mreže u Republici Hrvatskoj.

## Galerija slika
- Kolodvor Jurdani
- Željeznički kolodvor Sušak-Pećine
- Željeznički kolodvor Bakar, koristi se isključivo za teretni promet
- Kolodvor Delnice
- Kolodvor Lokve
- Kolodvor Brod Moravice
- Kolodvor Moravice
- Kolodvor Zalesina

## Poveznice
- Željezničke pruge u Hrvatskoj